# Roseograndinia
Roseograndinia là một chi nấm thuộc họ Phanerochaetaceae.